# Второе китайское завоевание государства вьетов
Второе китайское завоевание Вьетнама (вьет. Thời Bắc thuộc lần thứ 2, Тхой Бак тхуок лан тхы ни) продолжалось с поражения восстания сестёр Чынг в 43 году и до восстания Ли Нам Де в 544 году.

## Династия Хань
Ма Юань, генерал, усмиривший вьетов (территории, носившие название «Линьнам») после восстания Чынг, остался с приближёнными управлять Зяоти. Он провёл административную реформу и создал три округа и 56 уездов. Он изменил законы страны, чтобы они больше походили на ханьские. Тем не менее, ему не удалось ассимилировать вьетов, а реальная власть всё так же принадлежала местной знати. Хань в свою очередь разрешила своим наместникам выбирать себе подчинённых, что привело к расцвету землячества и коррупции.
В конце II века на территории современного южного Вьетнама появляется отколовшееся от империи Хань княжество Линьи, из которого впоследствии вырастет государство Тямпа.

## Империя Цзинь
С 265 года Зяоти управляла империя Цзинь. Она снова провела земельную реформу, перекроив границы округов и дав им новые названия. В III веке правитель Зяоти отмечает:

Уездные чиновники затягивали поводок для устрашения, но во многих случаях их правление осуществлялось спустя рукава— Tam quöc chi (Ngô chi). Кн. 8.
Так как в Китае этот период был одним из нестабильных, в Зяоти развернулась борьба за власть среди чиновников. Тяжёлые налоги привели к возникновению многочисленных очагов восстаний. Цзя Цзун, наместник Зяоти, пытался разузнать у своих подчинённых причины появления восстаний, на что ему отвечали: «Подати и налоги так велики, что народ окончательно обнищал». Для смягчения вьетов периодически приходилось снижать и отменять отдельные налоги и повинности.

## Экономика и культура Зяоти
Уже с I века н. э. вьетам известно железо, которое понемногу вытесняет бронзу. Железные орудия и использование буйволов и быков вызвало бурные изменения в сельском хозяйстве. Проводились ирригационные работы. Крестьяне начали использовать удобрения, а также научились контролировать размножение вредителей сельскохозяйственных культур с помощью враждебных хищных видов.
Развивались промыслы, вьеты освоили производство керамики, ткачество и плетение, сахароварение, бумаговарение, изготовление стекла, производили искусно выполненные ювелирные изделия из золота, серебра, драгоценных камней и перламутра.
В период Второго завоевания во вьетнамский язык проникает множество китаизмов.

## Восстания
В 248 году 19-летняя Чьеу Тхи Чинь (вьет. Triệu Thị Trinh, тьы-ном 趙氏貞) подняла крупное восстание, в результате которого был убит наместник Зяоти. Однако оно было быстро подавлено новым наместником по имени Лю Инь и его восьмитысячным войском.

## Конец завоевания
Ли Нам Де из династии Ранняя Ли вернул стране независимость в 544 году.